# Klarinetconcert (Aho)
Kalevi Aho componeerde zijn Klarinetconcert in 2005.

## Geschiedenis
De klarinettist Martin Fröst had in 2003 een prijs ontvangen; de Borletti-Buitoni Award. Deze prijs wordt gegeven aan jonge getalenteerde musici. Fröst wilde een nieuw klarinetconcert aangezien het repertoire daarin nogal klein is. Fröst heeft een aantal opnamen verzorgd voor het platenlabel Bis Records. Tegelijk is Bis Records bezig een serie uit te geven met werken van Kalevi Aho. Zo kwam een contact tot stand wat uiteindelijk in dit concert resulteerde. Aho (zelf violist) heeft daarop een aantal concerten van Fröst bijgewoond en heeft ook overleg gepleegd met Fröst om een concert te schrijven dat alle mogelijkheden van de klarinet laat weerklinken. 

## Compositie
Het werk van een half uur is onderverdeeld in vijf delen, die zonder tussenpauze worden gespeeld:
1. Tempestoso;
2. Cadenza. Tranquillo;
3. Vivace, con brio ;
4. Adagio, mesto ;
5. Epilogo. Misterioso.

Het klarinetconcert komt je als een storm tegemoet gewaaid. Alhoewel deel (2) officieel de cadenza is, moet de solist in de delen (1)-(3) zijn technische vaardigheden laten blijken. In deel (1) zit nog wel een rustige passage, maar daarna slaat de techniek weer toe. Razendsnelle loopjes van noten, verspringen van het hoge naar het lage register van het instrument en andersom, glissandi; alle zaken komen aan bod. In de cadenza zelf zitten tremolos verwerkt; trillers met diverse toonafstanden.

Aan het eind van deel (3) moet omgeschakeld worden naar het veel rustiger deel (4). Dit gebeurt door in plaats van glissandi naar boven; glissandi naar lagere tonen te spelen; het lijkt of de tonen wegzakken. In deel (4) is het niet alleen de solist, die aan het werk moet; het deel begint met een uitgebreide solopartij voor de waldhoorns en Tamtam. De vingertechniek blijft nu achterwege, maar er volgt een aanslag op het embouchure van de solist. Ook in deel (5) komt een bijzonderheid aan bod; dubbeltonen. Op de klarinet dient door een speciale ademhalingstechniek twee tonen gelijk gespeeld te worden. Ook de Flatterzunge-techniek wordt vereist. Uiteindelijk is de solist ervoor om de compositie als een nachtkaars (een sterk decrescendo) te laten uitgaan, alweer een aanslag op het embouchure.
De première vond plaats in Londen op 22 april 2006 met Fröst als solist; begeleid door het BBC Symphony Orchestra o.l.v. Osmo Vänskä. Of het concert net zo populair wordt als het klarinetconcert van Nielsen zal de toekomst moeten uitwijzen.

## Bron en discografie
- Uitgave van Bis Records; Fröst met het Lahti Symfonie Orkest o.l.v. Vänskä.